# Bilan saison par saison des Eagles de Philadelphie

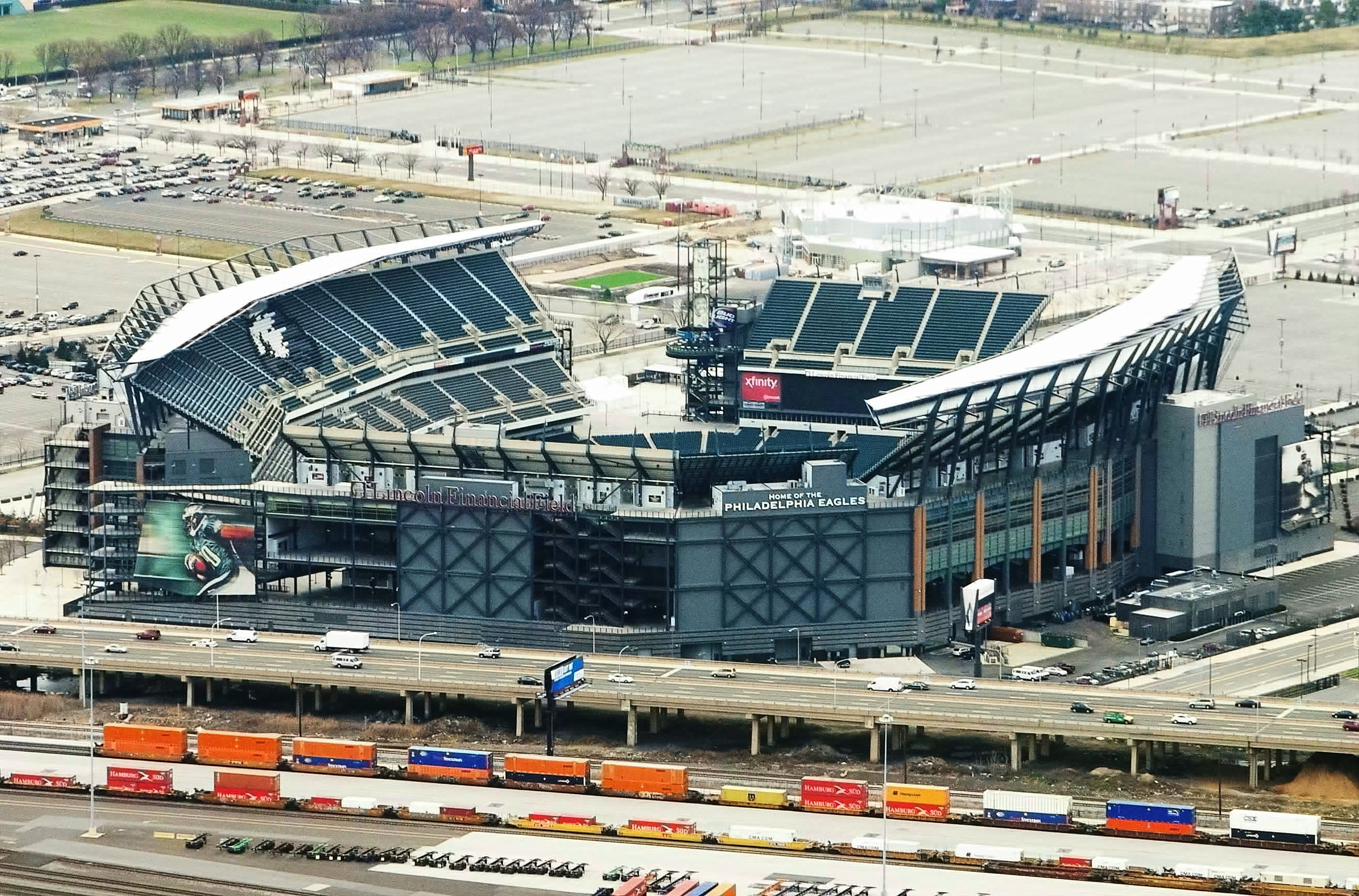
Le Lincoln Financial Field, actuel stade des Eagles de Philadelphie.

La franchise des Eagles de Philadelphie est un club de football américain basé à Philadelphie dans l'état de Pennsylvanie aux États-Unis.
Les Eagles font partie de la Division Est de la National Football Conference.
La liste suivante détaille le bilan saison par saison des Eagles de Philadelphie au sein de cette ligue.

## Bilan saison par saison
Dernière mise à jour : 27 janvier 2025
| Saison                 | Vic.                                                     | Déf.                                                     | Nuls                                                     | Classement                                                                                     | Séries éliminatoires |
| ---------------------- | -------------------------------------------------------- | -------------------------------------------------------- | -------------------------------------------------------- | ---------------------------------------------------------------------------------------------- | --- |
| Eagles de Philadelphie |                                                          |                                                          |                                                          |                                                                                                | |
| 1933                   | 3                                                        | 5                                                        | 1                                                        | 4e NFL Div. East                                                                               | -- |
| 1934                   | 4                                                        | 7                                                        | 0                                                        | 3e NFL Div. East                                                                               | -- |
| 1935                   | 2                                                        | 9                                                        | 0                                                        | 5e NFL Div. East                                                                               | -- |
| 1936                   | 1                                                        | 11                                                       | 0                                                        | 5e NFL Div. East                                                                               | -- |
| 1937                   | 2                                                        | 8                                                        | 11                                                       | 5e NFL Div. East                                                                               | -- |
| 1938                   | 5                                                        | 6                                                        | 0                                                        | 4e NFL Div. East                                                                               | -- |
| 1939                   | 1                                                        | 9                                                        | 1                                                        | 4e NFL Div. East                                                                               | -- |
| 1940                   | 1                                                        | 10                                                       | 0                                                        | 5e NFL Div. East                                                                               | -- |
| 1941                   | 2                                                        | 8                                                        | 1                                                        | 4e NFL Div. East                                                                               | -- |
| 1942                   | 2                                                        | 9                                                        | 0                                                        | 5e NFL Div. East                                                                               | -- |
| Steagles               |                                                          |                                                          |                                                          |                                                                                                | |
| 1943                   | 5                                                        | 4                                                        | 1                                                        | 3e NFL Div. East                                                                               | -- |
| Eagles de Philadelphie |                                                          |                                                          |                                                          |                                                                                                | |
| 1944                   | 7                                                        | 1                                                        | 2                                                        | 2e NFL Div. East                                                                               | -- |
| 1945                   | 7                                                        | 3                                                        | 0                                                        | 2e NFL Div. East                                                                               | -- |
| 1946                   | 6                                                        | 5                                                        | 0                                                        | 2e NFL Div. East                                                                               | -- |
| 1947                   | 8                                                        | 4                                                        | 0                                                        | 1er NFL Div. East                                                                              | Défaite en Finale de la NFL (@ Cardinals de Chicago) 21–28 |
| 1948                   | 9                                                        | 2                                                        | 1                                                        | 1er NFL Div. East                                                                              | Victoire en Finale de la NFL (Cardinals de Chicago) 7–0 |
| 1949                   | 11                                                       | 1                                                        | 0                                                        | 1er NFL Div. East                                                                              | Victoire en Finale de la NFL (2) (@Rams de Los Angeles) 14–0 |
| 1950                   | 6                                                        | 6                                                        | 0                                                        | 3e NFL Conf. American                                                                          | |
| 1951                   | 4                                                        | 8                                                        | 0                                                        | 5e NFL Conf. American                                                                          | |
| 1952                   | 7                                                        | 5                                                        | 0                                                        | 2e NFL Conf. American                                                                          | |
| 1953                   | 7                                                        | 4                                                        | 1                                                        | 2e NFL Conf. Eastern                                                                           | |
| 1954                   | 7                                                        | 4                                                        | 1                                                        | 2e NFL Conf. Eastern                                                                           | |
| 1955                   | 4                                                        | 7                                                        | 1                                                        | 4e NFL Conf. Eastern                                                                           | |
| 1956                   | 3                                                        | 8                                                        | 1                                                        | 6e NFL Conf. Eastern                                                                           | |
| 1957                   | 4                                                        | 8                                                        | 0                                                        | 5e NFL Conf. Eastern                                                                           | |
| 1958                   | 2                                                        | 9                                                        | 1                                                        | 5e NFL Conf. Eastern                                                                           | |
| 1959                   | 7                                                        | 5                                                        | 0                                                        | 2e NFL Conf. Eastern                                                                           | |
| 1960                   | 10                                                       | 2                                                        | 0                                                        | 1er NFL Conf. Eastern                                                                          | Victoire en Finale de la NFL (3) (Packers de Green Bay) 17–13 |
| 1961                   | 10                                                       | 4                                                        | 0                                                        | 2e NFL Conf. Eastern                                                                           | |
| 1962                   | 3                                                        | 10                                                       | 1                                                        | 7e NFL Conf. Eastern                                                                           | |
| 1963                   | 2                                                        | 10                                                       | 2                                                        | 7e NFL Conf. Eastern                                                                           | |
| 1964                   | 6                                                        | 8                                                        | 0                                                        | 3e NFL Conf. Eastern                                                                           | |
| 1965                   | 5                                                        | 9                                                        | 0                                                        | 5e NFL Conf. Eastern                                                                           | |
| Fusion AFL-NFL         |                                                          |                                                          |                                                          |                                                                                                | |
| 1966                   | 9                                                        | 5                                                        | 0                                                        | 3e NFL Conf. Eastern                                                                           | -- |
| 1967                   | 6                                                        | 7                                                        | 1                                                        | 2e NFL Conf. Eastern Div. Capitol                                                              | -- |
| 1968                   | 2                                                        | 12                                                       | 0                                                        | 4e NFL Conf. Eastern Div. Capitol                                                              | -- |
| 1969                   | 4                                                        | 9                                                        | 1                                                        | 4e NFL Conf. Eastern Div. Capitol                                                              | -- |
| 1970                   | 3                                                        | 10                                                       | 1                                                        | 5e NFC East                                                                                    | -- |
| 1971                   | 6                                                        | 7                                                        | 1                                                        | 3e NFC East                                                                                    | -- |
| 1972                   | 2                                                        | 11                                                       | 1                                                        | 5e NFC East                                                                                    | -- |
| 1973                   | 5                                                        | 8                                                        | 1                                                        | 3e NFC East                                                                                    | -- |
| 1974                   | 7                                                        | 7                                                        | 0                                                        | 4e NFC East                                                                                    | -- |
| 1975                   | 4                                                        | 10                                                       | 0                                                        | 5e NFC East                                                                                    | -- |
| 1976                   | 4                                                        | 10                                                       | 0                                                        | 4e NFC East                                                                                    | -- |
| 1977                   | 5                                                        | 9                                                        | 0                                                        | 4e NFC East                                                                                    | -- |
| 1978                   | 9                                                        | 7                                                        | 0                                                        | 2e NFC East                                                                                    | Défaite en tour de Wild Card (@ Falcons d'Atlanta) 14-13 |
| 1979                   | 11                                                       | 5                                                        | 0                                                        | 2e NFC East                                                                                    | Défaite en tour de Division (@Buccaneers de Tampa Bay) 24-17 |
| 1980                   | 12                                                       | 4                                                        | 0                                                        | 1er NFC East                                                                                   | Défaite au Super Bowl XV (Raiders d'Oakland) 27-10 |
| 1981                   | 10                                                       | 6                                                        | 0                                                        | 2e NFC East                                                                                    | Défaite en tour de Wild Card (Giants de New York) 27-21 |
| 1982                   | 3                                                        | 6                                                        | 0                                                        | 13e Conférence NFC                                                                             | -- |
| 1983                   | 5                                                        | 11                                                       | 0                                                        | 4e NFC East                                                                                    | -- |
| 1984                   | 6                                                        | 9                                                        | 1                                                        | 5e NFC East                                                                                    | -- |
| 1985                   | 7                                                        | 9                                                        | 0                                                        | 4e NFC East                                                                                    | -- |
| 1986                   | 5                                                        | 10                                                       | 1                                                        | 4e NFC East                                                                                    | -- |
| 1987                   | 7                                                        | 8                                                        | 0                                                        | 4e NFC East                                                                                    | -- |
| 1988                   | 10                                                       | 6                                                        | 0                                                        | 1er NFC East                                                                                   | Défaite en tour de Division (@ Bears de Chicago) 20-12 |
| 1989                   | 11                                                       | 5                                                        | 0                                                        | 2e NFC East                                                                                    | Défaite en tour de Wild Card (Rams de Los Angeles) 21-7 |
| 1990                   | 10                                                       | 6                                                        | 0                                                        | 2e NFC East                                                                                    | Défaite en tour de Wild Card (Redskins de Washington) 20-6 |
| 1991                   | 10                                                       | 6                                                        | 0                                                        | 3e NFC East                                                                                    | -- |
| 1992                   | 11                                                       | 5                                                        | 0                                                        | 2e NFC East                                                                                    | Défaite en tour de Division (@ Cowboys de Dallas) 34-10 |
| 1993                   | 8                                                        | 8                                                        | 0                                                        | 3e NFC East                                                                                    | -- |
| 1994                   | 7                                                        | 9                                                        | 0                                                        | 4e NFC East                                                                                    | -- |
| 1995                   | 10                                                       | 6                                                        | 0                                                        | 2e NFC East                                                                                    | Défaite en tour de Division (@ Cowboys de Dallas) 30-11 |
| 1996                   | 10                                                       | 6                                                        | 0                                                        | 2e NFC East                                                                                    | Défaite en tour de Wild Card (@ 49ers de San Francisco) 14-0 |
| 1997                   | 6                                                        | 9                                                        | 1                                                        | 3e NFC East                                                                                    | -- |
| 1998                   | 3                                                        | 13                                                       | 0                                                        | 5e NFC East                                                                                    | -- |
| 1999                   | 5                                                        | 11                                                       | 0                                                        | 5e NFC East                                                                                    | -- |
| 2000                   | 11                                                       | 5                                                        | 0                                                        | 2e NFC East                                                                                    | Défaite en tour de Division (@ Giants de New York) 20-10 |
| 2001                   | 11                                                       | 5                                                        | 0                                                        | 1er NFC East                                                                                   | Défaite en finale de conférence NFC (@ Rams de Saint-Louis) 29-24 |
| 2002                   | 12                                                       | 4                                                        | 0                                                        | 1er NFC East                                                                                   | Défaite en finale de conférence NFC (Buccaneers de Tampa Bay) 27-10 |
| 2003                   | 12                                                       | 4                                                        | 0                                                        | 1er NFC East                                                                                   | Défaite en finale de conférence NFC (Panthers de la Caroline) 14-3 |
| 2004                   | 13                                                       | 3                                                        | 0                                                        | 1er NFC East                                                                                   | Défaite au Super Bowl XXXIX (Patriots de la Nouvelle-Angleterre) 24-21 |
| 2005                   | 6                                                        | 10                                                       | 0                                                        | 4e NFC East                                                                                    | -- |
| 2006                   | 10                                                       | 6                                                        | 0                                                        | 1er NFC East                                                                                   | Défaite en tour de Division (@ Saints de La Nouvelle-Orléans) 27-24 |
| 2007                   | 8                                                        | 8                                                        | 0                                                        | 4e NFC East                                                                                    | -- |
| 2008                   | 9                                                        | 6                                                        | 1                                                        | 2e NFC East                                                                                    | Défaite en finale de conférence NFC (@ Cardinals de l'Arizona) 32-25 |
| 2009                   | 11                                                       | 5                                                        | 0                                                        | 2e NFC East                                                                                    | Défaite en tour de Wild Card (@ Cowboys de Dallas) 34-14 |
| 2010                   | 10                                                       | 6                                                        | 0                                                        | 1er NFC East                                                                                   | Défaite en tour de Wild Card (Packers de Green Bay) 21-16 |
| 2011                   | 8                                                        | 8                                                        | 0                                                        | 2e NFC East                                                                                    | -- |
| 2012                   | 4                                                        | 12                                                       | 0                                                        | 4e NFC East                                                                                    | -- |
| 2013                   | 10                                                       | 6                                                        | 0                                                        | 1er NFC East                                                                                   | Défaite en tour de Wild Card (Saints de La Nouvelle-Orléans) 26-24 |
| 2014                   | 10                                                       | 6                                                        | 0                                                        | 2e NFC East                                                                                    | -- |
| 2015                   | 7                                                        | 9                                                        | 0                                                        | 2e NFC East                                                                                    | -- |
| 2016                   | 7                                                        | 9                                                        | 0                                                        | 4e NFC East                                                                                    | -- |
| 2017                   | 13                                                       | 3                                                        | 0                                                        | 1er NFC East                                                                                   | Victoire au Super Bowl LII (Patriots de la Nouvelle Angleterre) 41-33 |
| 2018                   | 9                                                        | 7                                                        | 0                                                        | 2e NFC East                                                                                    | Défaite en tour de Division (@ Saints de La Nouvelle-Orléans) 20-14 |
| 2019                   | 9                                                        | 7                                                        | 0                                                        | 1er NFC East                                                                                   | Défaite en tour de Wild Card (Seahawks de Seattle) 9-17 |
| 2020                   | 4                                                        | 11                                                       | 1                                                        | 4e NFC East                                                                                    | -- |
| 2021                   | 9                                                        | 8                                                        | 0                                                        | 2e NFC East                                                                                    | Défaite en tour de Wild Card (@ Buccaneers de Tampa Bay) 15-31 |
| 2022                   | 14                                                       | 3                                                        | 0                                                        | 1er NFC East                                                                                   | Victoire en tour de Division (Giants de New York) 38-7 Victoire en finale de conférence NFC (49ers de San Francisco) 31-7 Défaite au Super Bowl LVII (Chiefs de Kansas City) 35-38                                                                  |
| 2023                   | 11                                                       | 6                                                        | 0                                                        | 2e NFC East                                                                                    | Défaite en tour de Wild Card (@ Buccaneers de Tampa Bay) 9–32 |
| 2024                   | 14                                                       | 3                                                        | 0                                                        | 1er NFC East                                                                                   | Victoire en tour de Wild Card ( Packers de Green Bay) 22-10 Victoire en tour de Division (Rams de Los Angeles) 28-22 Victoire en finale de conférence NFC (Commanders de Washington) 55-23 Victoire au Super Bowl LIX (Chiefs de Kansas City) 40-22 |
| 2025                   | Ne rien indiquer avant la fin complète de la saison 2025 | Ne rien indiquer avant la fin complète de la saison 2025 | Ne rien indiquer avant la fin complète de la saison 2025 | Ne rien indiquer avant la fin complète de la saison 2025                                       | Ne rien indiquer avant la fin complète de la saison 2025 |
| Totaux                 | 638                                                      | 639                                                      | 27                                                       | Saison régulière depuis 1933 (16 titres de Division, 5 titres de conférence)                   | Saison régulière depuis 1933 (16 titres de Division, 5 titres de conférence) |
| Totaux                 | 29                                                       | 26                                                       | -                                                        | Séries éliminatoires depuis 1933                                                               | Séries éliminatoires depuis 1933 |
| Totaux                 | 667                                                      | 665                                                      | 27                                                       | Saison régulière + séries éliminatoires depuis 1933 (3 titres NFL (avant 1960), 2 Super Bowls) | Saison régulière + séries éliminatoires depuis 1933 (3 titres NFL (avant 1960), 2 Super Bowls) |